# Kuriłowka (wieś w rejonie wolskim)
Kuriłowka (ros. Куриловка) – wieś (sieło) w Rosji, w obwodzie saratowskim, w rejonie wolskim. W 2010 liczyła 937 mieszkańców.